# Gran Vía

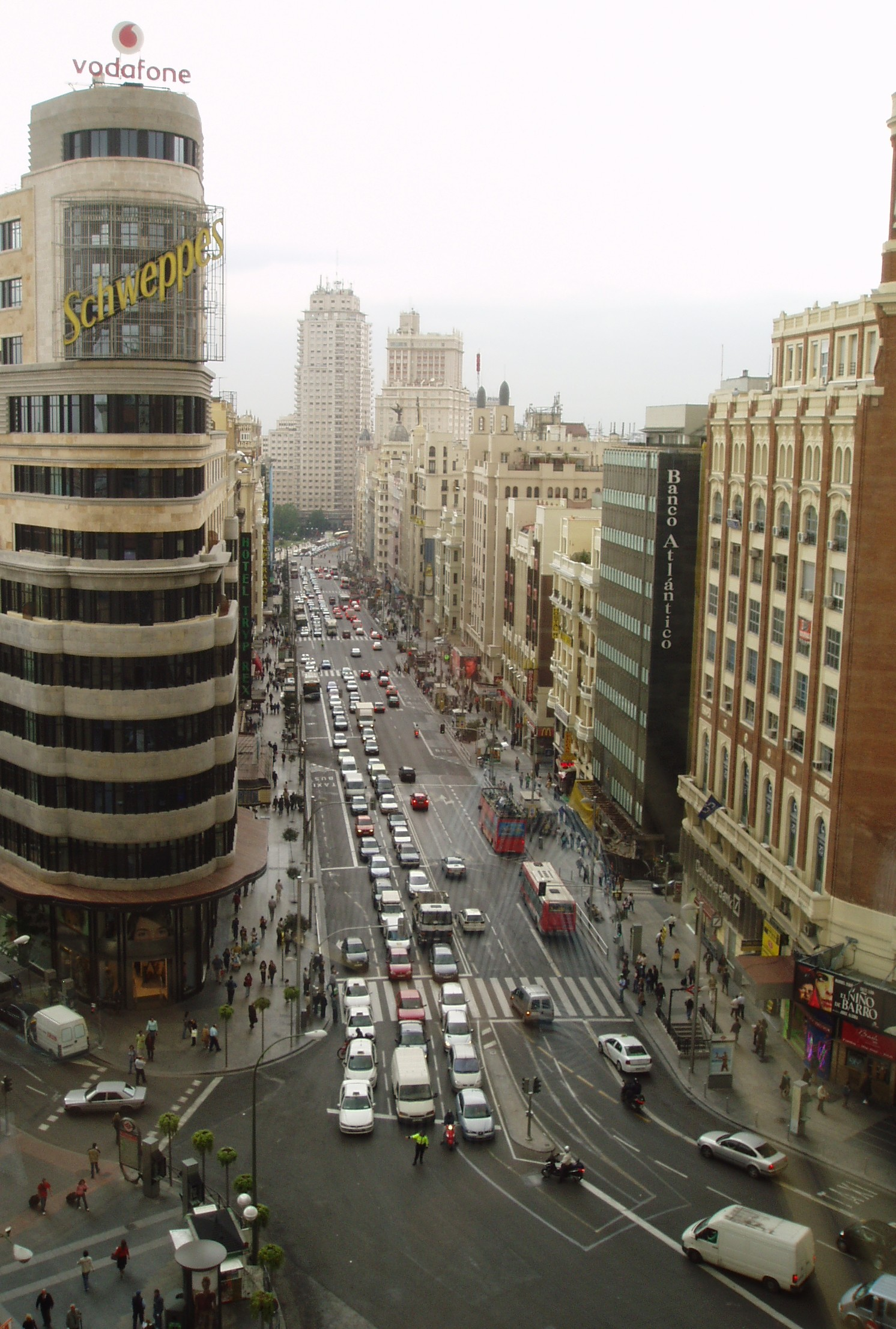
Gran Vía, numită și "Broadway-ul Spaniei".

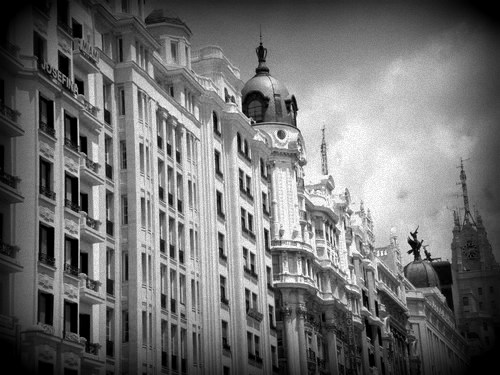
Gran Vía

Gran Vía (în traducere „Marea Cale”) este una dintre cele mai mari și mai importante străzi din Madrid, Spania.